# 後緣

翼剖面示意圖

後緣（trailing edge），是翼剖面中最後的位置，機翼上下表面的後交界處
。經過機翼上下表面的空氣在此處交會，為使氣流能平順的交會，此處形狀尖銳。